# Cologne Contemporary Jazz Orchestra
Das Cologne Contemporary Jazz Orchestra (auch CCJO) ist eine seit 2002 in Köln bestehende 17-köpfige Big Band, die mehrfach jährlich ein neues Programm zur Aufführung bringt. 

## Geschichte
Die Formation stellte sich erstmals am 16. September 2002 der Öffentlichkeit mit einem Konzert im Kölner Stadtgarten vor, wo sie zumeist auftritt. Weil es in den wenigen, professionell arbeitenden Bigbands in Köln kaum die Möglichkeit gab, eigene Erfahrungen zu sammeln, gründeten einige junge Musiker in Köln ein eigenes Jazzorchester. 
Mit „hervorragenen Solisten“ stellte es sich bewusst in die Tradition der „Rehearsal Bands“, die es in Metropolen des Jazz schon lange gab, etwa das Thad Jones/Mel Lewis Jazz Orchestra in New York oder die Loose Tubes in London.
Die Hälfte der Gründungsmitglieder des Cologne Contemporary Jazz Orchestra gehört noch immer dem Klangkörper an, der sich zu einer Institution der Kölner Jazzszene entwickelte. Die Bigband gab zunächst sehr bewusst ausschließlich Komponisten und Arrangeuren der Kölner Szene die Möglichkeit, ihre Musik interpretieren zu lassen. Neben bandeigenen Komponisten wie Frank Reinshagen, Jürgen Friedrich, Jens Düppe, Niels Klein, Ansgar Striepens und Marko Lackner traten Gäste wie Gabriel Pérez, Markus Stockhausen, Florian Ross, Christina Fuchs, Heiner Schmitz, Jens Böckamp, Nicolas Simion, Stefan Pfeifer-Galilea und seit 2005 auch internationale Arrangeure und Komponisten wie Darcy James Argue, Gwilym Simcock, Sherisse Rogers, Ryan Truesdell, Sylvia Versini, Julian Argüelles oder John Hollenbeck in Erscheinung.
Das Cologne Contemporary Jazz Orchestra arbeitete von Beginn an auf einer Projektbasis, ohne fixes Repertoire, aber auch ohne einen festen musikalischen Leiter. Zwischen 2005 und 2013 trat das Cologne Contemporary Jazz Orchestra auf den WDR3 Jazzfestivals regelmäßig mit Gästen auf und gewann international an Profil. Die Band spielte in der Bremer Glocke (mit Lee Konitz), auf dem North Sea Jazz Festival, dem Moers Festival, in der Schweiz und in Litauen. 2012 trat die Formation gemeinsam mit dem Aarhus Jazz Orchestra beim Spot Festival in Aarhus sowie beim Klaeng Festival in Köln auf. Bisher entstanden fünf Tonträger der Bigband. 
Seit 2019 wird das Cologne Contemporary Jazz Orchestra finanziell vom Land Nordrhein-Westfalen im Rahmen der Ensembleförderung unterstützt.

## Besetzung 2022
- Trompeten: Jan Schneider, Matthias Knoop, Christian Winninghoff, Matthias Bergmann
- Posaunen: Peter Schwatlo, Ben Degen, Andreas Schickentanz, Wolf Schenk
- Saxophone: Marko Lackner, Kristina Brodersen, François de Ribaupierre, Matthew Halpin, Marcus Bartelt
- Gitarre: Johannes Behr
- Piano: Jürgen Friedrich
- Bass: Volker Heinze
- Schlagzeug: Jens Düppe

## Diskographie
- Gabriel Pérez & Cologne Contemporary Jazz Orchestra feat. David Liebman: La Banda Grande (Genuit Records 2004)
- Cologne Contemporary Jazz Orchestra, Christian Brückner: Odyssee (Big Band Records 2011)
- Plays Slayer: Do You Wanna Die (Phonector, 2010)[4]
- Cologne Contemporary Jazz Orchestra, Marko Lackner: Expat Echoes (Float Music 2019)
- Heiner Schmitz, Cologne Contemporary Jazz Orchestra, Veronika Morscher: Tales from the Wooden Kingdom (Klaeng Records 2022)[5]